# 2015年希臘紓困公投
2015年希臘紓困案公投，是指2015年希臘為了決定是否接受歐盟（EU）、國際貨幣基金組織（IMF），以及欧洲中央银行所提出的紓困條件，而舉辦的公民投票，投票訂於2015年7月5日進行。此項公投案由總理阿列克西斯·齊普拉斯在6月27日凌晨提出，並在次日經過議會與總統的批准；而歐盟各國主要領導人稱，此項公投，也將連帶影響希臘是否退出歐元區。

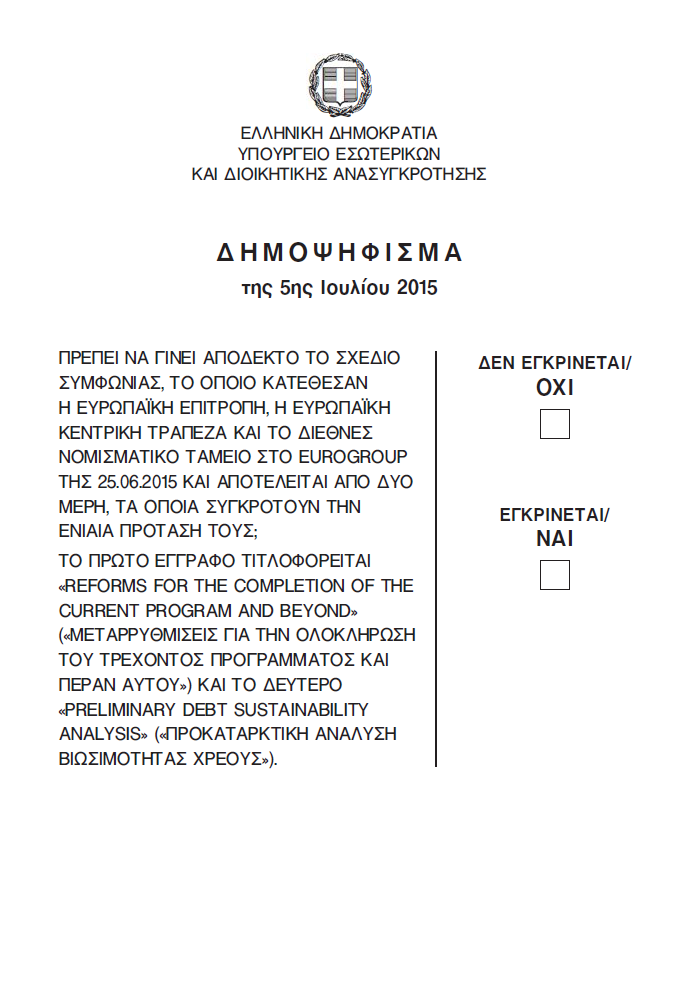
公投票

投票結果，數字指反對票的比率，均過半

## 背景
公投是由齊普拉斯在2015年6月27日凌晨宣布離舉行日僅有短短8天，此決定事先並沒有告知歐元集團；6月28日凌晨，議會投票決定是否同意政府提出的公投案，將接受紓困與否交由全民公投。結果有178名支持（包括激進左翼聯盟、独立希腊人、金色黎明），120名反對（包括其他黨派），與2名議員棄權，公投案成立。

## 投票結果
| 選項                       | 票數      | %      |
| -------------------------- | --------- | ------ |
| 反對                       | 3,558,450 | 61.31  |
| 支持                       | 2,245,537 | 38.69  |
| 有效票                     | 5,803,987 | 94.20  |
| 無效或空白票               | 357,153   | 5.80   |
| 總票數                     | 6,161,140 | 100.00 |
| 已登記選民及投票率         | 9,858,508 | 62.50  |
| 來源：Ministry of Interior |           |        |

2015年希臘紓困公投在每一行政區，均得到否決(OXI)的答案。同意票(NAI)較多的行政區並沒有。